# داني فين
داني فين (29 مايو 1928 ببروكلين في الولايات المتحدة - 18 فبراير 2007) (بالإنجليزية: Danny Finn)‏ هو لاعب كرة سلة أمريكي في مركز هجوم خلفي. لعب مع فيلادلفيا ووريورز ‏.

## وصلات خارجية
- داني فين على موقع إن بي أي (الإنجليزية)
- داني فين على موقع سبورتس رفرنس (الإنجليزية)
- داني فين على موقع كلية كرة السلة في سبورتس رفرنس.كوم (الإنجليزية)
- داني فين على موقع ريلجم (الإنجليزية)
- داني فين على موقع بروبوليرز (الإنجليزية)